# Roberto Chiti (calciatore)
Roberto Chiti (Quarrata, 4 ottobre 1964) è un allenatore di calcio ed ex calciatore italiano, di ruolo difensore.

## Caratteristiche tecniche
Poteva disimpegnarsi in più ruoli della difesa: ha giocato come stopper, sia a zona che a uomo, terzino e libero.

## Carriera

### Giocatore
Ha iniziato nelle giovanili dell'Olimpia Spedaletto e della Pistoiese, con cui nel 1982 ha debuttato in Serie B, giocandovi per due stagioni. Nella seconda ha giocato da titolare con 29 presenze, ma ciò non ha evitato la retrocessione dei toscani in Serie C1.
Nel 1984 si è trasferito al Pisa, con cui ha conquistato immediatamente la promozione in Serie A. Ha esordito nella massima serie l'8 settembre del 1985 in Inter-Pisa 3-1, collezionando in quella stagione 22 presenze. Al termine del campionato la formazione nerazzurra retrocesse in Serie B, anche se conquistò il suo primo trofeo internazionale, la Mitropa Cup. Riconfermato per la stagione successiva, Chiti ottenne con il Pisa una nuova promozione in Serie A nel 1987 disputando 26 partite.
Nella sua quarta ed ultima stagione in maglia pisana è stato impiegato solo 14 volte, quasi mai da titolare. Al termine del campionato si è accasato al Cesena, anch'esso militante in Serie A. Con i romagnoli ha riconquistato il posto da titolare (30 presenze) e ha ottenuto la sua seconda salvezza consecutiva nella massima divisione.
Rientrato al Pisa, venne posto sul mercato e nel settembre di quell'anno accettò un declassamento di due categorie, passando al Piacenza, che militava in Serie C1. Con i biancorossi emiliani ha giocato per 5 stagioni, vincendo un campionato di Serie C1 nel 1991 ed ottenendo la sua terza promozione in Serie A (stagione 1992-1993), la prima in assoluto del Piacenza. Disputò il suo ultimo campionato di Serie A collezionando 22 presenze, come principale alternativa in difesa a Cleto Polonia e Settimio Lucci. Lasciò il Piacenza dopo la retrocessione del 1994, dopo aver collezionato complessivamente 142 presenze in campionato.
Chiuse la carriera professionistica nel 1995, dopo un anno nel Carpi in Serie C1. Dopo un grave infortunio, ha proseguito la carriera tra i dilettanti, con Aglianese (con cui ha ottenuto la promozione nel Campionato Nazionale Dilettanti), Quarrata e, dopo una stagione di inattività, Cutiglianese, dove è rimasto per tre stagioni.
In carriera ha totalizzato complessivamente 88 presenze in Serie A e 151 presenze ed una rete in Serie B.

### Allenatore
Dopo il ritiro si è dedicato all'attività di allenatore, con le giovanili dell'Olimpia Quarrata e in seguito con le prime squadre di Cutiglianese e, dopo una breve comparsata da giocatore nel Quarrata, Bagni di Lucca.
In seguito ha allenato la formazione Berretti della Pistoiese nel finale di campionato 2005-2006 e poi gli Allievi del Quarrata, mentre nella stagione 2007-2008 è stato alla guida degli Allievi regionali del Margine Coperta.
Nella stagione 2010-2011 ha allenato la formazione Juniores del Calenzano.
Nel 2012 è passato sulla panchina degli Allievi del Tau, formazione di Altopascio.
Dal gennaio del 2014 fino a fine stagione è stato il selezionatore della Rappresentativa Toscana Allievi. A partire dalla stagione seguente è diventato il selezionatore della Rappresentativa Toscana Giovanissimi. Nell'aprile del 2017 ha vinto il Torneo delle Regioni 2017, categoria Giovanissimi.
Nella stagione 2019-2020 è diventato il selezionatore della Rappresentativa Nazionale Under-15 della Lega Nazionale Dilettanti.

## Palmarès

### Club

#### Competizioni nazionali
- Campionato italiano di Serie B: 2

Pisa: 1984-1985, 1986-1987
- Campionato italiano Serie C1: 1

Piacenza: 1990-1991

#### Competizioni internazionali
- Coppa Mitropa: 2

Pisa: 1985-1986, 1987-1988